# Sulfinpirazona
La sulfinpirazona es un potente ácido orgánico que forma fácilmente sales solubles. la sulfinpirazona inhibe poderosamente la reabsorción de ácido úrico en los túbulos renales (compiten con este, aumentando su eliminación). Por esta razón se empleaba para tratar la gota aguda. Al igual que ocurre con otros agentes uricosúricos, las dosis pequeñas pueden disminuir la excreción de ácido úrico.

## Historia
Cuando se descubrió que la fenilbutazona (como antiinflamatorio y uricosúrico), tenía efectos adversos serios que impedían su uso continuado, se empezaron a evaluar análogos buscando actividad antiinflamatoria y uricosúrica. Uno de ellos, en el que la configuración fenilotioetilo reemplaza la cadena lateral butílica del compuesto original, mostró una actividad promisoria, naciendo así la sulfinpirazona, gracias a la oxidación de la cadena lateral.
A diferencia de la fenilbutazona, la sulfinpirazona carece de las propiedades los AINEs y de efectos diuréticos; sin embargo se usó en la farmacoterapia de la gota. Su semivida plasmática es de unas 3-5 horas, pero el efecto uricosúrico que genera puede
persistir hasta 10 horas.

## Estado actual
Este fármaco fue descontinuado en 2009.